# Словаччина на зимових Олімпійських іграх 1998
Словаччина брала участь у Зимових Олімпійських іграх 1998 року в Наґано (Японія), але не завоювала жодної медалі. Словаччину представляло 37 спортсменів у семи видах спорту: біатлон, лижні перегони, фігурне катання, хокей на льоду, санний спорт, стрибки з трампліна, сноуборд.
До олімпійської делегації країни входило 8 жінок і 29 чоловіків (зокрема, 21 член збірної з хокею, яка зайняла в групі друге місце, поступившись збірній Казахстану, перемігши Італію та зігравши в нічию з Австрією; в матчі за дев'яте місце Словаччина програла Німеччині).
Прапороносцем Словаччини був лижник Іван Батори. 